# Salgótarján látnivalói
| A Salgótarjánban megfordult turisták száma | A Salgótarjánban megfordult turisták száma | A Salgótarjánban megfordult turisták száma | A Salgótarjánban megfordult turisták száma | A Salgótarjánban megfordult turisták száma |
| ------------------------------------------ | ------------------------------------------ | ------------------------------------------ | ------------------------------------------ | ------------------------------------------ |
| Év                                         |                                            |                                            |                                            | Ezer fő                                    |
| 2009                                       | 2009                                       |                                            | 99                                         | 99                                         |
| 2008                                       | 2008                                       |                                            | 110                                        | 110                                        |
| 2007                                       | 2007                                       |                                            | 87                                         | 87                                         |
| 2006                                       | 2006                                       |                                            | 90                                         | 90                                         |
| 2005                                       | 2005                                       |                                            | 70                                         | 70                                         |
| 2004                                       | 2004                                       |                                            | 49                                         | 49                                         |
| 2003                                       | 2003                                       |                                            | 50                                         | 50                                         |
| 2002                                       | 2002                                       |                                            | 80                                         | 80                                         |
| 2001                                       | 2001                                       |                                            | 90                                         | 90                                         |
| 2000                                       | 2000                                       |                                            | 90                                         | 90                                         |
|                                            |                                            |                                            |                                            |                                            |

Salgótarján környékén két várral is találkozunk (Salgó és Somoskő vára). A múzeumok a város szívében bújnak meg a turista szemei elől, hiszen a lakótelepi épületek között ma már alig találkozunk az 1960-as évek előtt épített házakkal (kivéve a Vásártér és a Rokkant telep). Itt található Magyarország egyetlen föld alatti bányamúzeuma, valamint egy csak horgászati célra használt víztározó. A látnivalók főleg a város északi részén találhatók. Délen inkább az ipar hódít teret. 2001 óta található Baglyasalján egy szoborpark, ahol a városban a szocializmus idején álló szobrok találhatók. Fontos látnivalók még a templomok és a kulturális intézmények.

## Salgó vára

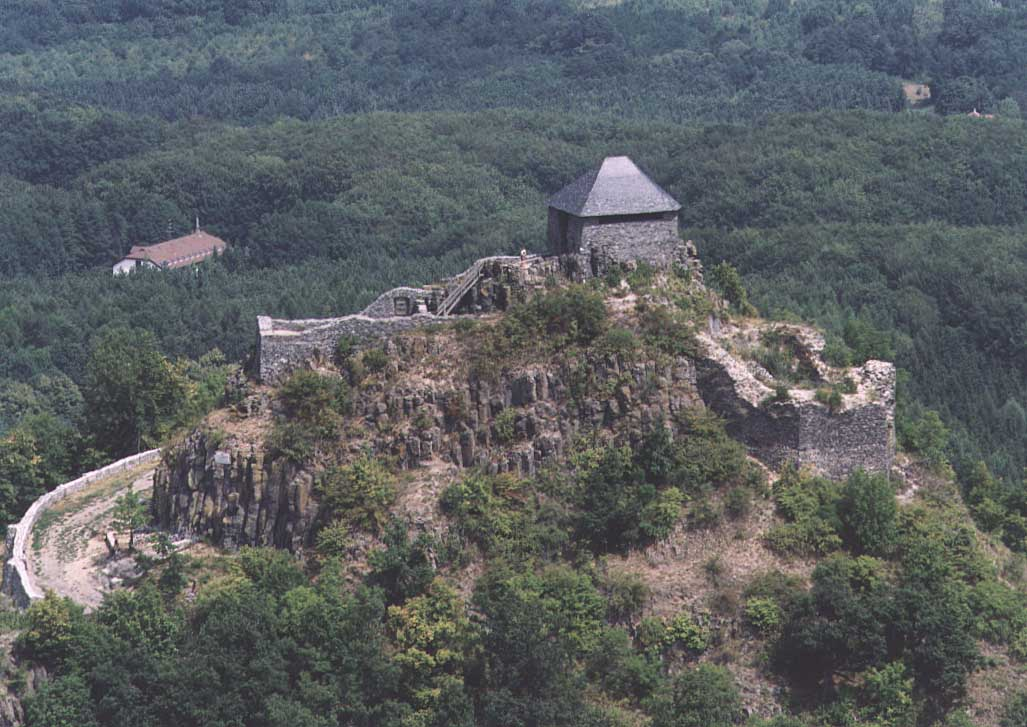
Salgó vára

Salgóbánya kicsiny településének közelében, a Medves (bazaltfennsík) 625 méter magas vulkáni csúcsát koronázza meg Salgó vára, melyet a környéket uraló Kacsics nemzetség tagjai építtettek az 1241–1242-es tatárjárás utáni időszakban.

A korai vármag mindössze a hegycsúcson álló öregtoronyból és alacsonyabb részén lévő palotaszárnyból állhatott, amit az évszázadok multával, egy félköríves alsóvárral egészítettek ki. A 14. század elején földesurai kénytelenek voltak meghódolni Csák Máté nagyúr előtt, de annak halála után még időben átálltak – a szétszaggatott országot egyesítő – Anjou Károly király táborába, így megtarthatták váruradalmukat. A nemes család általában a völgybeli jobbágyfalvaikban emelt kúriákban élt, csak háborús veszély esetén keresett menedéket a magasan büszkélkedő várban.

## Magyarország egyetlen föld alatti bányamúzeuma

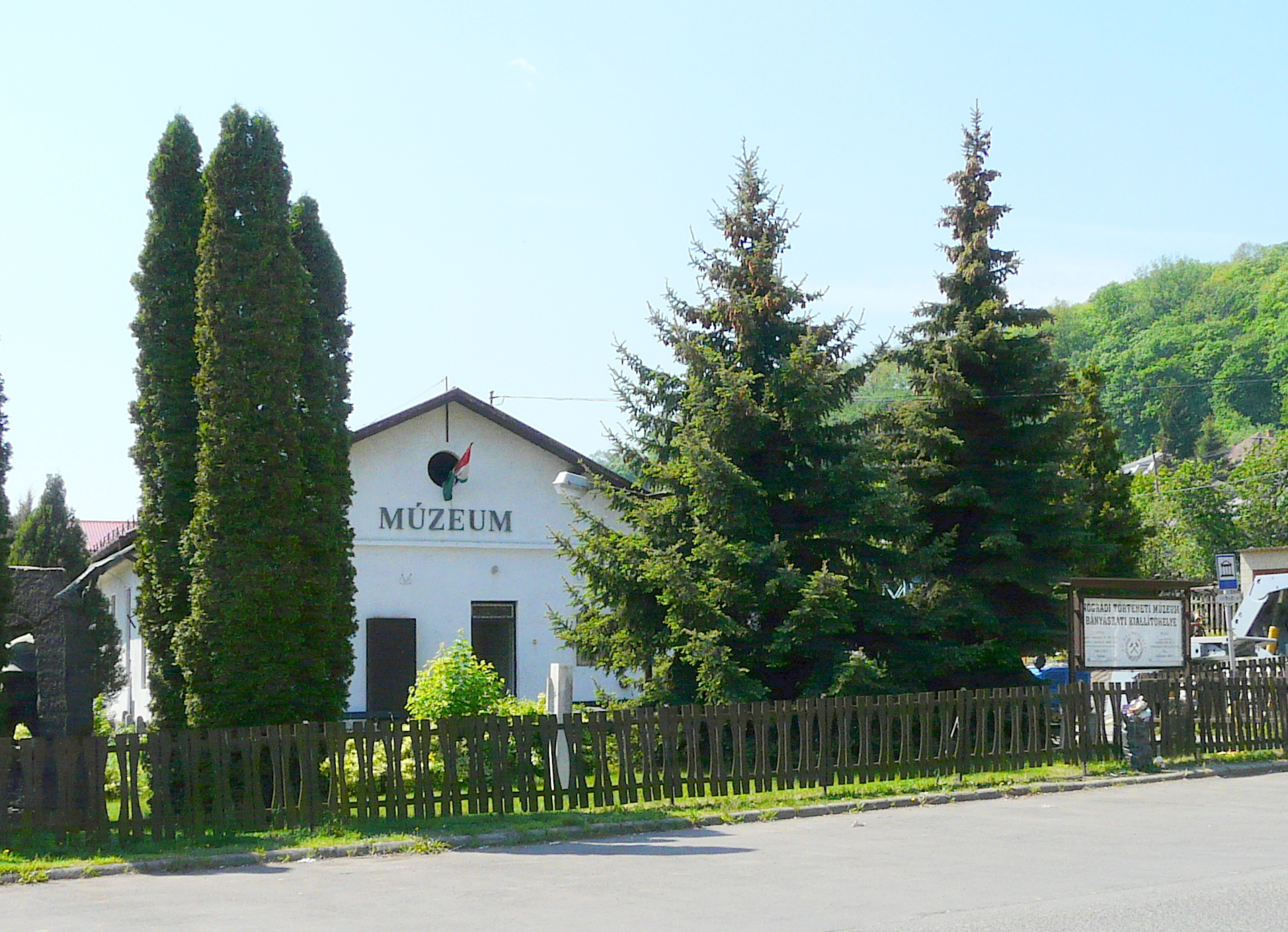
A Bányamúzeum épülete

Nógrád vármegye barnakőszénterülete legnagyobbrészt a Mátra északi és a Cserhát északkeleti részén található. Három nagy vállalat: a Salgótarjáni Kőszénbánya Rt., az Észak-magyarországi Egyesített Kőszénbánya és Iparvállalat Rt. és a Salgótarjáni Vasfinomító Társulat a szénmedence északi és középső részén termelte a szenet.
A kiállításban a bányász ünnepi viseletek, kiegészítők mellett korabeli szerszámok, világítóeszközök, táró- és aknaképek, üzemi felvételek, térképek, statisztikák és dokumentumok teszik érthetővé a bányászat fejlődését a vármegyében.

## Nógrádi Történeti Múzeum- Dornyay Béla Múzeum
Dr. Dornyay Béla természettudós, régész, középiskolai tanár, helytörténeti kutató már az 1920-as években kezdeményezte egy múzeum megalapítását. Salgótarján első múzeuma 1959-ben nyílt meg, s 1969-től megyei múzeumi központként működött. 1980-ban költözött abba az újonnan felépített épületbe, melyben ma is működik, s mely 2006-ban műemléki védettséget kapott. Az utóbbi évek több fenntartóváltását követően 2013. január 1-jétől Salgótarján Megyei Jogú Város Önkormányzatához tartozik, ekkor vette fel a Nógrádi Történeti Múzeum név helyett a Dornyay Béla Múzeum nevet. A Dornyay Béla Múzeum intézménye a Bányászati Kiállítóhely (Bányamúzeum) is. Mint megyei hatókörű városi múzeum az alábbi gyűjteményekkel rendelkezik: történeti tárgyi, történeti dokumentációs, képzőművészeti, néprajzi, régészeti, irodalomtörténeti, numizmatika. 

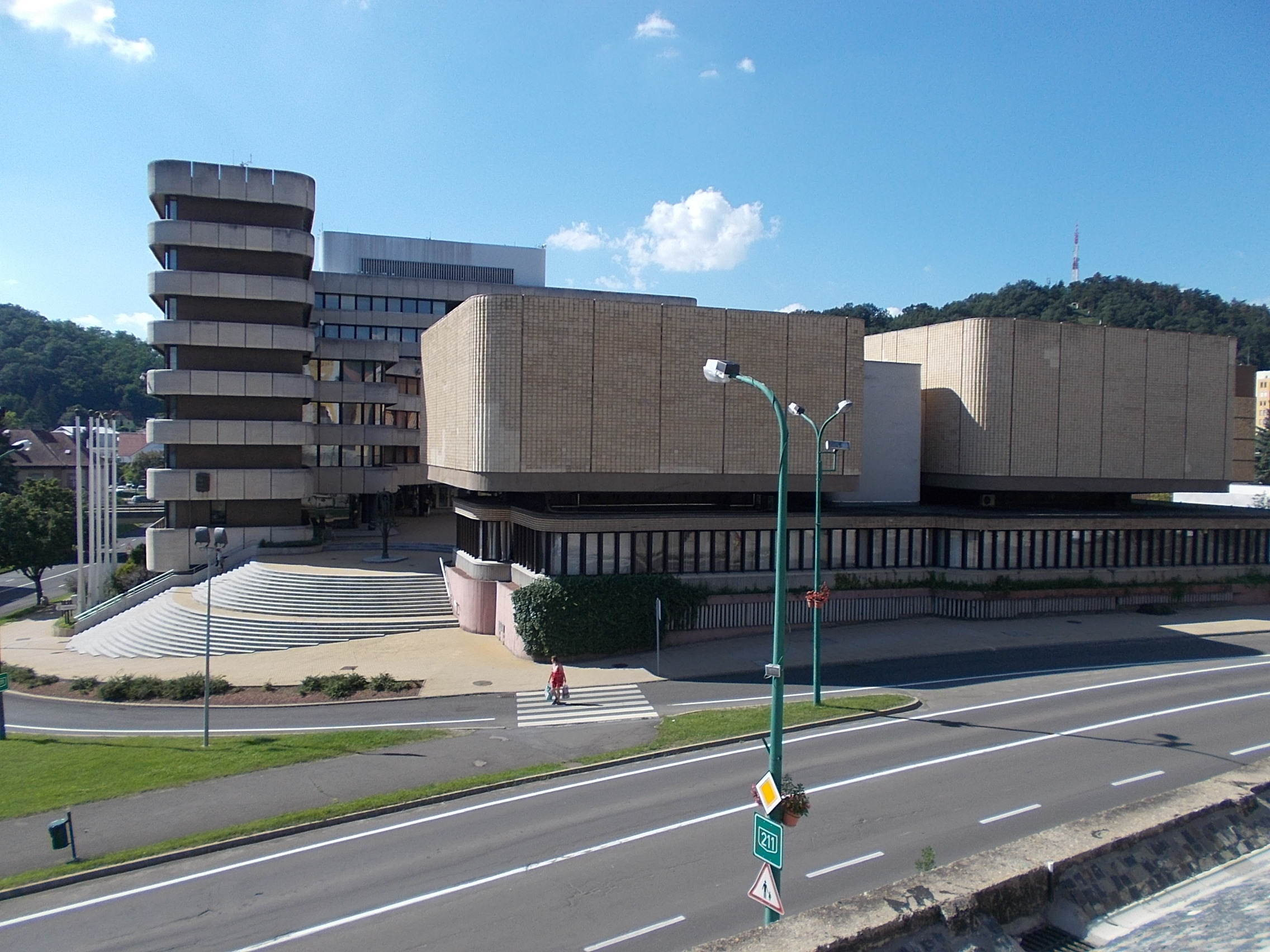
A Városháza és a Dornyay Béla Múzeum a plébániatemplom előtti terasz felől nézve

Állandó kiállítások a múzeumban:
- Nógrád az újkorban Archiválva 2020. október 30-i dátummal a Wayback Machine-ben - A hét fejezetből, ún. képből álló történeti kiállítás a múzeum gazdag anyagából építkezik, s történeti áttekintést nyújt Nógrád vármegye történetéről.
- Üvegváros – Öblösüveggyár történeti és üvegművészeti tanulmányi raktár 2015-ben nyílt meg. A Dornyay Béla Múzeum tárgyi gyűjteményének üveganyaga több mint 4050 tételből áll, ezek kaptak helyet a tanulmányi raktárban. A salgótarjáni öblösüveggyár történetének valamennyi korszakát reprezentálja a gyűjtemény, a megalakulástól egészen a gyár sajnálatos megszűnéséig. Az üveggyűjteményt 63 db mintakönyv (dekorkönyvek, formakönyvek és termékrajzos könyvek) mellett a 620 db műszaki rajz teszi teljessé. Az üveggyűjteményünk ajándékozások révén folyamatosan gyarapszik.
- Képtár - A Dornyay Béla Múzeum Képtára az intézmény képzőművészeti gyűjteményének legértékesebb egységére, az ún. Mihályfi-gyűjteményre épül. A béri születésű Mihályfi Ernő (1898-1972) politikus, újságíró, jeles publicista a gyűjteményét elsősorban a két világháború között tevékenykedő, kiemelkedő hazai, elsődlegesen avantgárd alkotók - Uitz Béla, Derkovits Gyula, Mattis Teutsch János, Pór Bertalan stb. - művei alkotják, de találkozhatunk sajátos életutat bejáró alkotók (Gulácsy Lajos, Mednyánszky László, Rippl-Rónai József stb.) festményeivel, grafikáival is. Az általa létrehozott gyűjtemény átfogó, érzékletes képet nyújt a 20. század első felének legjellegzetesebb hazai művészeti tendenciáiról. A Képtárban folyamatosan kerül bemutatásra a közel 800 darabos csodálatos anyag.

Az állandó kiállítások mellett folyamatosan rendeznek időszaki kiállításokat is. Honlapja: www.dornyaymuzeum.hu

## Somoskő vára

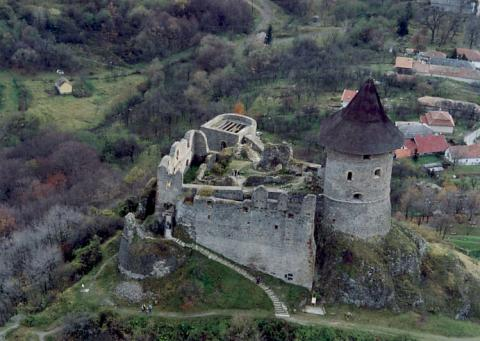
A Somoskői vár látképe Szlovákia felől

Somoskő vára a magyar–szlovák országhatárt jelző kerítés túloldalán, a kicsiny település fölé magasodó vulkáni csúcson található.
Korai vármagját a vidéken birtokos Kacsics nemzetség emeltette a 13. század második felében. Az Árpád-házi uralkodók férfiágának kihalását követő anarchikus belháború idején a nemesi család kénytelen volt behódolni Csák Máté tartományúr előtt. A korabeli oklevelek szerint Anjou Károly serege 1320-ban foglalta vissza a Csák birodalomból Fülek és Sirok várait, ekkoriban kerülhetett királyi kézbe a somoskői várbirtok is. A győztes uralkodó kedvelt hívének, Szécsényi Tamás bárónak adományozta, kinek leszármazottai egészen a 15. század közepéig lakták épületeit.
A török hódítás fenyegető vihara a következő évszázadban érte el Nógrád vármegyét, ekkor kerültek a közeli Salgó és Fülek végvárai a „pogány” seregek hatalmába. Somoskő helyőrsége majd két évtizedig kitartott a két ellenséges vár között. Az Oszmán Birodalom hadai végül 1576-ban rövidebb ostrom után elfoglalták, így egészen 1593 őszéig lengette a szél a török lófarkas zászlót tornyai felett. Ekkor helyőrsége a közeledő királyi sereg elől gyáván megfutamodott. A következő időszakban, jelentős mértékben átépítették védőműveit, például ekkoriban emelték a hatalmas ágyútornyait.

## Karancs kilátó
1989-ben építette az akkori Ipoly-Karancs-Medves Parkerdő Kht.. A kilátót 2003-ban felújították. A régi rozsdás vasszerkezet helyett új került a helyére. A rácsos vaspadló helyett fapadló került a helyére. Az alapozás megújult az eredetileg csak leszúrt  vaslábakat lebetonozták.

## Radnóti szobor
Varga Imre alkotása. 1970 és 2001 között volt látható a téren 2007-ben újból visszahelyezték a tér felújításakor.

## Báthory István szobra
Az 1933-ban felavatott Báthory-szobor Báthory István erdélyi fejedelem és lengyel király első magyarországi köztéri szobra. A mű Lengyelország és Magyarország egységére emlékeztet, felállítását Miklóssi Ferdinánd Leó egyesületi elnök kezdeményezte a Magyar–Lengyel Egyesület nevében. A város szülötte, Bóna Kovács Károly szobrász készítette.

## Kálvária
1949-ben avatták fel a Pipishegy déli lejtőjénél a Karancs-völgye felé tartó katlan szélén. Itt található a trianoni emlékmű (az úgynevezett Magyar Feltámadás Barlang), egy kisebb kereszt és a 12 stáció. 1991-ben kiemelt látnivalóvá nyilvánították és maga a pápa is felszentelte az emlékművet. 1979-re a területet benőtte a gaz és az akác. 1991-ben kezdték a terület restaurációját. 2006-ra újra begazosodott a terület. 2008-ban újabb restaurációt hajtottak végre és új kereszt került a régi fakereszt helyére.

## Tó-strandi Víztározó
1958-ban építették hogy a Belina-patakot felduzzasszák, és vízi energiát használjanak fel belőle. Ez nem valósult meg. Ma már horgászati és turistacélként szolgál.

## Csillagászati obszervatórium

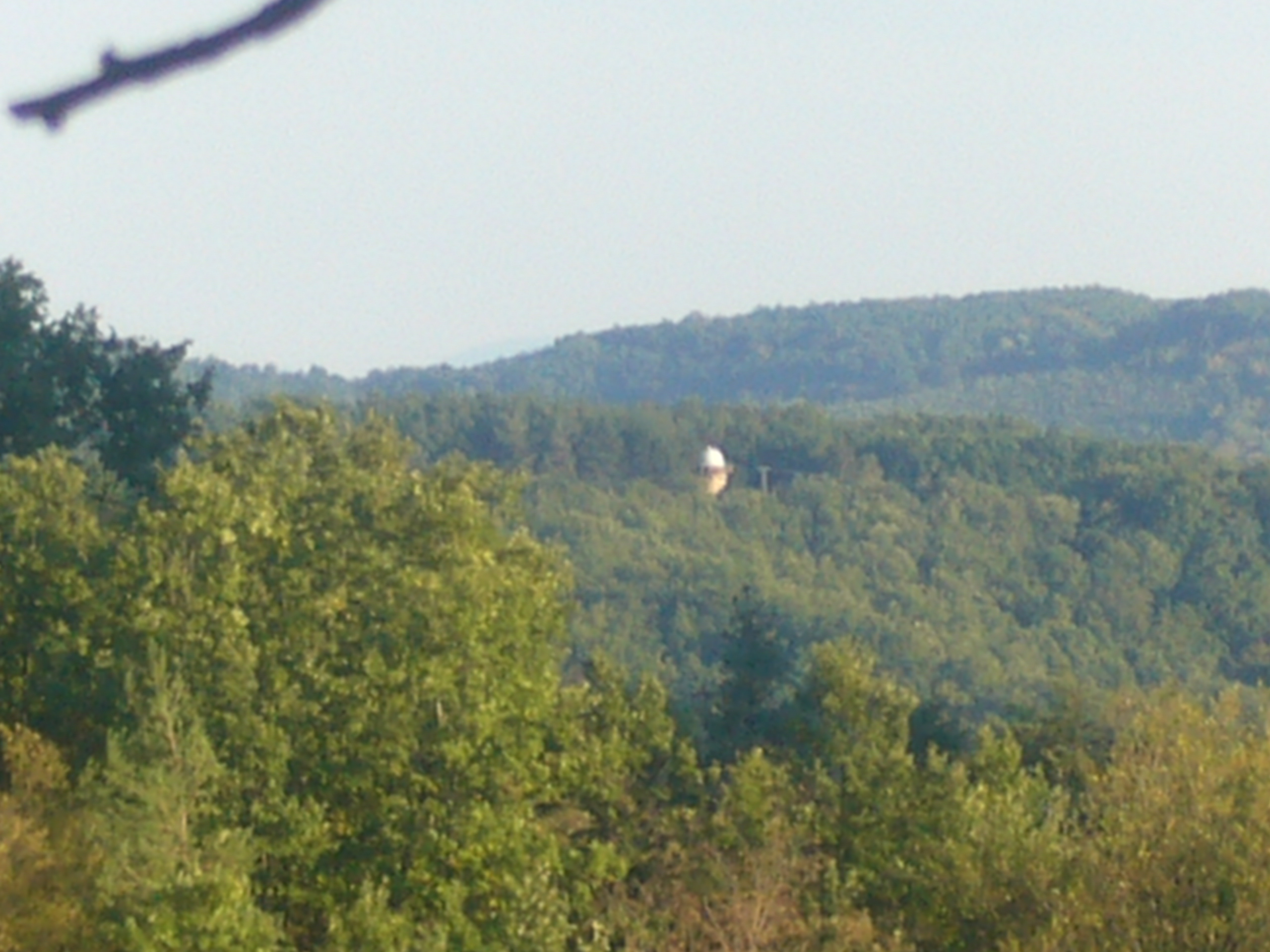
A salgótarjáni obszervatórium

1984-ben építették a Beszterce-lakótelep feletti hegyen.

## Városháza
Az első épületet 1922-ben építették fel barokk stílust utánozva. 1945-ben kisebb átépítést végeztek rajta. 1966-ban a városközpont átépítésekor egy új épületet terveztek, a régi helyére pedig egy áruház épült.
Az új épület 1982 és 1985 között épült. Az épület L alakban helyezkedik el. Nyolc emelet magas, elhelyezkedése merőleges a Litkei útra és a vasútra.